# Buenavista, Siltepec
Buenavista är en ort i Mexiko.   Den ligger i kommunen Siltepec och delstaten Chiapas, i den sydöstra delen av landet, 900 km sydost om huvudstaden Mexico City. Buenavista ligger 2 802 meter över havet och antalet invånare är 225.
Terrängen runt Buenavista är bergig åt sydväst, men åt nordost är den kuperad. Buenavista ligger uppe på en höjd. Runt Buenavista är det ganska tätbefolkat, med 83 invånare per kvadratkilometer. Närmaste större samhälle är El Porvenir de Velasco Suárez, 4,4 km sydväst om Buenavista. I omgivningarna runt Buenavista växer i huvudsak blandskog.